# Joseph J. Clark

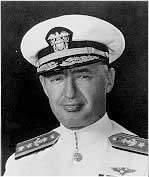
Admiral Joseph J. Clark

Joseph James „Jocko“ Clark (* 12. November 1893 in Pryor Creek, Oklahoma; † 13. Juli 1971 in St. Albans, New York City) war ein US-amerikanischer Admiral in der United States Navy während des Zweiten Weltkrieges. Als Angehöriger der Cherokee war Clark 1917 der erste Absolvent indianischer Herkunft an der United States Naval Academy.
Während des Zweiten Weltkrieges kommandierte er zunächst die Flugzeugträger Suwannee (CVE-27) und Yorktown (CV-10), bevor er 1944 zum Rear Admiral befördert wurde und das Kommando über die Task Force 58 erhielt. Diese Einsatzgruppe befehligte Clark während des Marianenfeldzuges, darunter auch die Schlacht in der Philippinensee. Sein Flaggschiff war die Hornet (CV-12). Als am zweiten Tag der Schlacht die Kampfflugzeuge erst nach Sonnenuntergang zurückkehrten, befahl er die volle Beleuchtung der Schiffe, sodass die meisten Flugzeuge sicher landen konnten.
Während des Koreakrieges kommandierte Clark die Fast Carrier Task Force (TF 77). Nach seiner Beförderung zum Vice Admiral unterstand ihm die vollständige 7. US-Flotte.
Clark ging am 1. Dezember 1953 im Rang eines Admirals in den Ruhestand. Während seiner Karriere wurde er unter anderem mit dem Navy Cross, der Distinguished Service Medal, der Legion of Merit, dem Silver Star, der Navy Commendation Medal und den Korean Order of Military Merit ausgezeichnet. Nach seinem Tod am 13. Juli 1971 wurde er auf dem Arlington National Cemetery beerdigt.
Die Fregatte Clark wurde ihm zu Ehren mit seinem Namen versehen.